# ایزا اسلات

## معرفی
صنعت معماری استاندارد (ISA) Industry Standard Architecture، گذرگاه داخلی ۱۶ بیتی ای بی ام PC/AT می‌باشد که بر اساس شباهت آن به پردازنده ۸۰۲۸۶ جایگذین فوری ان در دهه ۱۹۸۰ شد. این گذرگاه (عمدتاً) با گذرگاه ۸ بیتی رایانه شخصی IBM مبتنی بر ۸۰۸۸ سازگار بود از جمله IBM PC/XT و همچنین سازگار و پویایی ان با IBM PC بسیار بالا شمرده می‌شد.
در اصل مربوط به رابط (BUS) کامپیوتر به صورت ۸ بیت یا رابط (BUS) 16 بیت AT، همچنین ای بی ام ان را رابط I/O نام‌گزاری کرده‌است. اصطلاح ISA در اواخر دهه ۱۹۸۰ یا اوایل دهه ۱۹۹۰ توسط سازندگان رقیب صنایع PC-clone به عنوان یک نام متداول نام‌گزاری شده که به عنوان واکنشی به تلاش‌های IBM برای جایگزینی AT-bus با معماری جدید و ناسازگار Micro Channel بوده‌است.
گذرگاه ۱۶ بیتی ISA نیز برای چندین سال با پردازنده‌های ۳۲ بیتی استفاده می‌شد. با این حال، تلاش برای گسترش آن به ۳۲ بیت، به نام معماری استاندارد صنعتی توسعه یافته (EISA) خیلی موفقیت‌آمیز نبود. رابط‌های بعدی مانند VESA Local Bus و PCI، اغلب همراه با اسلات‌های ISA در همان برد اصلی استفاده شدند. مشتقات ساختار گذرگاه AT در ATA/IDE، استاندارد PCMCIA, Compact Flash، گذرگاه PC/104 و داخل تراشه‌های Super I/O استفاده می‌شود و هنوز هم استفاده می‌شود.
اگرچه ISA سال‌ها پیش از رایانه‌های رومیزی کاربران محو شد، ولی هنوز در رایانه‌های صنعتی استفاده می‌شود، جایی که از کارت‌های توسعه تخصصی خاصی استفاده می‌شود که هرگز به PCI و PCI Express منتقل نشده‌اند.

## پیشینه
رابط کامپیوتر(bus) توسط تیمی به رهبری مارک دن(Mark Dean) در کمپانی ای بی ام طی یک پروژه در سال ۱۹۸۱ توسعه داده شد.
مراحل توسعه یک گذرگاه ۸ بیتی مبتنی بر گذرگاه ورودی/خروجی سیستم IBM System/23 مدیریت داده بود، از همان رابط فیزیکی و یک پروتکل سیگنال و پین‌آوت مشابه استفاده می‌کرد.
یک نسخه ۱۶ بیتی، گذرگاه IBM AT، با عرضه IBM PC/AT در سال ۱۹۸۴ معرفی شد. در سال ۱۹۸۸، استاندارد ۳۲ بیتی EISA توسط گروه "Gang of Nine" از سازندگان سازگار با رایانه شخصی پیشنهاد شد که شامل کمپانی تکنولوژی Compaq نیز می‌شد. Compaq عبارت "Industry Standard Architecture" (ISA) را به جای "PC compatible" ایجاد کرد. در این فرایند، آنها با توجه به گذشته نام رابط (Bus)AT را به "ISA" تغییر دادند تا از نقض علامت تجاری IBM در سیستم‌های PC و PC/AT خود جلوگیری کنند.
IBM نسخه ۸ بیتی را به عنوان یک رابط بافر برای گذرگاه‌های مادربرد CPU اینتل ۸۰۸۸ (۱۶/۸ بیت) در PC و PC/XT IBM طراحی کرد. نسخه ۱۶ بیتی یک ارتقاء جدید برای رابط‌های مادربرد برای سی پی یو اینتل ۸۰۲۸۶ مورد استفاده در IBM AT بود؛ بنابراین گذرگاه ISA با ساعت سی پی یو همزمان بود، تا اینکه روش‌های بافر پیچیده توسط چیپ‌ست‌ها برای اتصال ISA به سی پی یوهای بسیار سریع‌تر پیاده‌سازی شدند.
ISA برای اتصال کارت‌های جانبی به مادربرد طراحی شده‌است و امکان مسترینگ باس را فراهم می‌کند. فقط ۱۶ مگابایت حافظه اصلی قابل آدرس دهی است. اصل خود رابط ۸ بیتی از ساعت ۴٫۷۷ مگاهرتز به چیپست ۸۰۸۸ سی پی یو ای بی ام و PC/XT می‌باشد. گذرگاه اصلی ۱۶ بیتی از ساعت سی پی یو ۸۰۲۸۶ در کامپیوترهای IBM PC/AT اجرا می‌شد که در مدل‌های اول ۶ مگاهرتز و در مدل‌های بعدی ۸ مگاهرتز بود.
کامپیوتر IBM RT نیز ازرابط ۱۶ بیتی استفاده می‌کرد. ISA همچنین در برخی از ماشین‌های غیر سازگار با آی‌بی‌ام مانند Apollo (68020) مبتنی بر موتورولا 68k و ایستگاه‌های کاری Amiga 3000 (68030)، AT&T Hobbit کوتاه مدت و BeBox مبتنی بر PowerPC بعدی استفاده شد.
شرکت‌هایی مانند Dell عملکرد رابط (bus) AT را بهبود بخشیدند اما در سال ۱۹۸۷، IBM گذرگاه AT را با معماری اختصاصی Micro Channel (MCA) جایگزین کرد. MCA بر بسیاری از محدودیت‌هایی که در آن زمان در ISA آشکار بود غلبه کرد، اما همچنین تلاشی از سوی IBM برای به دست آوردن مجدد کنترل معماری رایانه شخصی و بازار رایانه شخصی بود. MCA بسیار پیشرفته تر از ISA بود و ویژگی‌های زیادی داشت که بعداً در PCI ظاهر شد.
با این حال، MCA نیز یک استاندارد بسته بود در حالی که IBM مشخصات کامل و شماتیک مدار را برای ISA منتشر کرده بود. سازندگان رایانه با توسعه معماری استاندارد صنعتی توسعه یافته (EISA) و رابط‌های محلی بعدی VESA (VLB) به MCA پاسخ دادند. VLB از برخی قطعات الکترونیکی که در اصل برای MCA در نظر گرفته شده بود استفاده کرد، زیرا سازندگان قطعات قبلاً برای تولید آنها مجهز شده بودند. هر دو EISA و VLB توسعه دهندگان گذرگاه AT (ISA) سازگار با عقب بودند.
کاربران ماشین‌های مبتنی بر ISA باید اطلاعات ویژه ای در مورد سخت‌افزاری که به سیستم اضافه می‌کردند می دانستند. در حالی که تعداد انگشت شماری از دستگاه‌ها اساساً "plug-n-play" بودند، این نادر بود. کاربران اغلب هنگام اضافه کردن یک دستگاه جدید مجبور بودند پارامترهایی مانند خط IRQ، آدرس ورودی/خروجی یا کانال DMA را پیکربندی کنند. MCA این عارضه را برطرف کرده بود و PCI در واقع بسیاری از ایده‌هایی را که برای اولین بار با MCA مورد بررسی قرار می‌گرفت، گنجانده بود، اگرچه مستقیم‌تر از EISA نشات گرفته بود.
این مشکل در پیکربندی در نهایت منجر به ایجاد ISA PnP شد، یک سیستم plug-n-play که از ترکیبی از تغییرات در سخت‌افزار، بایوس سیستم و نرم‌افزار سیستم عامل برای مدیریت خودکار تخصیص منابع استفاده می‌کرد. در واقعیت، ISA PnP می‌تواند دردسرساز باشد و تا زمانی که معماری در روزهای پایانی خود قرار نگرفت، به خوبی پشتیبانی نشده باشد.
به همین دلیل بود که گذرگاه LPC سازگار با نرم‌افزار ایجاد شد. اسلات‌های ISA برای چند سال دیگر باقی ماندند، و در اواخر قرن، مشاهده سیستم‌هایی با پورت گرافیک شتاب‌دهنده (AGP) که در نزدیکی واحد پردازش مرکزی، مجموعه ای از اسلات‌های PCI و یک یا دو اسلات ISA در نزدیکی قرار داشتند، معمولاً نزدیک به آخر بود.
در اواخر سال ۲۰۰۸، حتی درایوهای فلاپی دیسک و پورت‌های سریال در حال ناپدید شدن بودند و از ان انقراض ISA (توسط رابط LPC) هنوز در صحنه بود.
اسلات‌های PCI در مقایسه با همتایان ISA خود چرخشی مقایسه می‌شوند—کارت‌های PCI اساساً به‌صورت وارونه قرار داده می‌شوند و به کانکتورهای ISA و PCI اجازه می‌دهند روی مادربرد با هم ادغام شوند. فقط یکی از دو کانکتور را می‌توان در هر شکاف در یک زمان استفاده کرد، اما این امکان انعطاف‌پذیری بیشتری را فراهم کرد.
رابط دیسک سخت AT Attachment (ATA) مستقیماً از یک ISA 16 بیتی PC/AT نشات می‌گیرد. ریشه ATA در کارت‌های سخت‌افزاری است که یک درایو دیسک سخت (HDD) و یک کنترل‌کننده دیسک سخت (HDC) را روی یک کارت یکپارچه می‌کنند. این در بهترین حالت ناخوشایند بود و در بدترین حالت به مادربرد آسیب می‌رساند، زیرا اسلات‌های ISA برای پشتیبانی از دستگاه‌های سنگین مانند HDD طراحی نشده بودند.
نسل بعدی درایوهای Integrated Drive Electronics هم درایو و هم کنترلر را به یک درایو منتقل کردند و از یک کابل نواری و یک برد رابط بسیار ساده برای اتصال آن به یک اسلات ISA استفاده کردند. ATA اساساً یک استانداردسازی از این ترتیب به علاوه یک ساختار فرمان یکنواخت برای نرم‌افزار برای ارتباط با HDC در درایو است.
از آن زمان، ATA از گذرگاه ISA جدا شده و مستقیماً به گذرگاه محلی متصل شده‌است، معمولاً با ادغام در چیپست، برای نرخ کلاک و توان داده بسیار بالاتر از آنچه ISA می‌تواند پشتیبانی کند. ATA دارای ویژگی‌های واضح ISA 16 بیتی است، مانند اندازه انتقال ۱۶ بیت، زمان‌بندی سیگنال در حالت‌های PIO و مکانیسم‌های وقفه و DMA.

## معماری رابط ISA
معماری رابط ISA
رابط PC/XT یک گذرگاه ISA هشت بیتی است که توسط سیستم‌های Intel 8086 و Intel 8088 در کامپیوترهای IBM و کامپیوتر XT IBM در دهه ۱۹۸۰ استفاده می‌شد. در میان ۶۲ پین آن، نسخه‌های دمولتی پلکس و بافر الکتریکی ۸ خط داده و ۲۰ خط آدرس پردازنده
۸۰۸۸، به همراه خطوط برق، کلاک‌ها، استورب خواندن/نوشتن، خطوط وقفه و غیره وجود داشت.
خطوط برق شامل -۵ ولت و ۱۲ ولت به منظور پشتیبانی مستقیم از pMOS و مدارهای nMOS حالت بهبود مانند رم‌های پویا در میان
قطعات دیگر بود.
معماری رابط XT از یک PIC 8259 اینتل استفاده می‌کند که هشت خط وقفه برداری و اولویت بندی شده را ارائه می‌دهد.
دارای چهار کانال DMA است که در اصل توسط Intel 8237 ارائه شده‌است، ۳ کانال DMA به شکاف‌های توسعه رابط XT آورده شده‌است. از این میان، ۲ مورد معمولاً قبلاً به عملکردهای دستگاه (درایو دیسکت و کنترل‌کننده هارد دیسک) اختصاص داده شده‌اند:
| DMA کانال | گسترش | تابع استاندارد                       |
| --------- | ----- | ------------------------------------ |
| ۰         | خیر   | Dynamic random-access memory refresh |
| ۱         | بله   | Add-on cards                         |
| ۲         | بله   | Floppy disk کنترلر                   |
| ۳         | بله   | Hard disk کنترلر                     |